# Mate Šimundić
Mate Šimundić (župa Lovreć-Opanci, Imotski, 6. studenog 1928. – Radenske Toplice nedaleko Maribora, 27. srpnja 1998.), sveučilišni profesor i jezikoslovac, onomastičar, jedan od najvećih hrvatskih onomastičara.

## Životopis
Rođen je 6. studenoga 1928. u župi Lovreć-Opanci nedaleko od Imotskoga.
Godine 1941. upisuje se u Franjevačku klasičnu gimnaziju u Širokome Brijegu, ali se ubrzo obitelj zbog rata seli u Vrpolje pa školovanje nastavlja u Slavonskome Brodu i Osijeku, gdje je godine 1949. i maturirao.
Na Filozofskom fakultetu Sveučilišta u Zagrebu diplomirao je 1953. hrvatski jezik i slavistiku, a 1965. i doktorirao s temom Govor Imotske krajine i Bekije, što je godine 1971. i tiskana u nakladi Akademije nauka Bosne i Hercegovine.
Odsluživši vojni rok, zbog svojih nacionalnih uvjerenja, odslužio je i devetomjesečnu zatvorsku kaznu, a te su ga neprilike pratile u Hrvatskoj sve do utemeljenja vlastite nam države.
Zbog toga se, nakon rada u školama rodnoga Lovreća, Đakova i, u razdoblju od 1960. – 1966., na Klasičnoj gimnaziji u Splitu, trajno preselio u Maribor.
Tako je od godine 1966. pa sve do umirovljenja profesor na Pedagoškom fakultetu u Mariboru, gdje je predavao hrvatski jezik, dijalektologiju i povijesnu gramatiku. Objavio je dvjestotinjak stručnih i znanstvenih radova o jeziku i onomastici, a neki od njih prevedeni su na ruski, slovački, njemački, engleski i albanski jezik.
I sam je prevodio, uglavnom poeziju, s više slavenskih jezika.
Kad je Vlado Veselica osnivao Hrvatski gospodarski glasnik, dogovarao je sa Šimundićem ime tog lista.
Početkom devedesetih godina razvija plodnu i raznovrsnu suradnju u domovini, napose u književnim časopisima »Dometi«, »Hrvatska obzorja« i »Marulić«, a sudjelovao je i u brojnim znanstvenim skupovima o jeziku i oko jezika.
Umro je 27. srpnja 1998. u 70. godini života u Radenskim Toplicama nedaleko od Maribora, gdje se oporavljao nakon operacije srca. Sahranjen je na groblju u rodnome Lovreću.

## Nagrade
Za svoj znanstveni rad odlikovan je Redom Danice hrvatske s likom Marka Marulića, a primio je i godišnju nagradu Splitsko-dalmatinske županije godine 1998.
Dana 16.prosinca 2010. Hrvatsko je kulturno društvo u Mariboru povodom 20. obljetnice dodijelilo posmrtno Zlatnu plaketu dr. Mati Šimundiću, jednomu od svojih utemeljitelja.

## Djela
Objavio je sljedeće naslove: 

#### Govor Imotske krajine i Bekije
Izdavač: ANBiH, Sarajevo 1971.  godine

#### Hrvatski ili srpski jezik
Izdavač: Pedagoška akademija Maribor, 1974., 1982.

#### Rječnik osobnih imena
Izdavač: Nakladni zavod Matice hrvatske, Zagreb 1988. godine

U vrijeme kada je prvi put otisnut, u izdanju Nakladnog zavoda Matice hrvatske 1988., Rječnik osobnih imena Mate Šimundića ponudio je na jednome mjestu gotovo 100 000 imena koja se nadijevaju u Hrvatskoj, Bosni i Hercegovini, Srbiji i Crnoj Gori te je ubrzo stekao status obvezne kućne knjige, poput, primjerice, Klaićeva Rječnika stranih riječi. Petnaest godina mukotrpnoga teorijskog i terenskog rada autor je posvetio rječniku koji je svojim opsegom obilato nadmašio slične svjetske imenare čemu je pomogla i činjenica da u hrvatskome jeziku vlada veliki smisao za izvođenje ili derivaciju, pa se na svako temeljno ime prosječno pojavljuje još deset izvedenih. Tako je od rječnika s 9000 temeljnih imena nastao desetorostruko opsežniji imenar u kojemu je znanstveno najintrigantniji Šimundićev etimologijski rad: ne preuzimajući već gotova i standardna rješenja iz svjetske etimološke literature Šimundić je ponudio mnoštvo novih i jedinstvenih rješenja podrijetla, povijesti i značenja osobnih imena.

#### Rječnik suvišnih tuđica u hrvatskomu jeziku
Izdavač: Barka, Zagreb 1994., 

#### Đakovštinska toponimija
Izdavač: Ogranak Matice hrvatske, Đakovo 1995.,
U ovom je radu Šimundić skrenuo pozornost na moguća kajkavska podrijetla toponima u Đakovačkom kraju odnosno na to da je Đakovština u doba predturskih migracija bila područjem gdje se govorilo kajkavsko narječje hrvatskog jezika.

#### Hrvatski smrtni put
Izdavač:, Ogranak Matice hrvatske, Split 2001. godine (postumno tiskana knjiga).

Mate Šimundić donosi svjedočanstva o proganjanju i ubojstvima hrvatskih vojnika, domoljuba i civila 1945. u Sloveniji.